# Président de l'État de Mongolie
Le président de Mongolie, officiellement le président de l'État de Mongolie (en mongol : Монгол Улсын Ерөнхийлөгч (Mongol Ulsyn Yerönkhiilögch)), est la plus haute autorité du pouvoir exécutif en Mongolie.
L'actuel président de l'État de Mongolie est Ukhnaagiin Khürelsükh depuis le 25 juin 2021.

## Histoire
À la chute de la dynastie Qing, la Mongolie extérieure, prend son indépendance avec la Chine. Le Bogdo Khan dirige la Mongolie autonome de 1911 jusqu'à sa mort en 1924 ; la République populaire mongole est alors proclamée. Pendant deux jours, du 28 au 29 novembre 1924, l'État est dirigé par le président du parlement (Grand Khoural d'État), Navaandorjiyn Jadambaa. À partir du 29 novembre 1924, le président du présidium du Grand Khoural d'État exerce la fonction de chef de l'État. Du 21 au 3 septembre 1992, Punsalmaagiyn Ochirbat est « président de la République populaire mongole » avant de devenir « président de l'État de Mongolie » le 3 septembre 1992, après la Révolution démocratique de 1990.
Avant une série d'amendement votés en janvier 2021, le président était élu pour un mandat de quatre ans, renouvelable une seule fois. Les amendements ont étendu cette durée à six ans, mais rendu impossible tout second mandat, de manière consécutive ou non,.

## Élection
Le président est directement élu par les citoyens de Mongolie selon une forme modifiée du scrutin uninominal majoritaire à deux tours pour un mandat de six ans non renouvelable. Est élu le candidat ayant obtenu la majorité absolue du total des voix — y compris les votes blancs ou nuls —. À défaut, un second tour est organisé entre les deux candidats arrivés en tête au premier, et celui réunissant la majorité absolue du total des voix est déclaré élu.
L'élection présidentielle mongole a en effet la particularité de tenir réellement compte des votes blancs, en tant que votes valides entrant en compte dans le décompte des voix et de leur pourcentage (articles 97.9 et 99.2 de la loi électorale mongole). Or, un candidat devant réunir la majorité absolue des suffrages (50 % +1 voix) pour être élu, il est possible qu' aucun candidat n'atteigne le seuil requis, même au second tour. Un tel résultat conduit alors à la tenue d'une nouvelle élection (article 8.6.2) pour laquelle l'ensemble des partis doivent présenter des nouveaux candidats. Cette règle conduit notamment lors de l'élection présidentielle mongole de 2017 à des appels à un vote blanc tactique de la part du PRPM dont le candidat Sainkhüügiin Ganbaatar est arrivé en troisième position. Khaltmaagiyn Battulga évite de justesse une telle situation par moins de 8000 voix.
Seuls les partis politiques représentés au parlement, le Grand Khoural d'État peuvent soumettre des candidats. Par la suite, le président élu doit démissionner de tout parti politique avant son investiture, car il représente l'unité du peuple.

## Prérogatives
La Constitution de la Mongolie précise les prérogatives du président.

### Relations avec le parlement
Le président de l'État de Mongolie peut s'opposer à n'importe quelle décision adoptée par le parlement. En revanche, les lois discutées par le Grand Khoural sont adoptées définitivement à la majorité des deux tiers et le président ne peut pas s'y opposer.
Le président peut être destitué par le parlement s'il est reconnu coupable par la majorité des deux tiers de ses membres d'abuser de ses pouvoirs ou d'avoir violé son serment.
Le président de l'État de Mongolie propose un candidat pour le poste de Premier ministre qui est approuvé ou désapprouvé par le parlement. Dans les faits, cette proposition est cérémonielle puisque le Grand Khoural d'État rejette tout candidat proposé par le président : le Premier ministre est donc directement nommé par le parlement. Si aucune majorité ne se dégage au Grand Khoural d'État, il est possible de procéder à la dissolution du gouvernement.
Le président peut adresser des messages au parlement et au peuple. Le président peut assister aux sessions du Grand Khoural d'État, rapporter ou soumettre des propositions concernant des questions vitales de politique intérieure et étrangère.

### Relations avec le gouvernement
Il dirige le gouvernement sur les questions relevant de sa compétence. Ses actes prennent effet à la signature du Premier ministre.

### Politique étrangère
Il représente l'État et dirige la politique étrangère de la Mongolie. Il nomme et rappelle les diplomates et conclut les traités internationaux au nom de la Mongolie, avec le concours du parlement. Il reçoit les lettres de créance des diplomates étrangers.

### Défense et armée
Il est le commandant en chef des forces armées de la Mongolie. Il est le chef du Conseil national de sécurité de Mongolie. Il déclare la conscription générale ou partielle.

### Citoyenneté
Il décore les citoyens et les militaires des titres de l'État, des rangs militaires, d'ordres de récompense et de médailles.
Il décide de l'octroi et du retrait de la citoyenneté mongole et de l'octroi du droit d'asile.

### Justice
Il peut accorder une grâce présidentielle. 

### État d'exception
Il déclare l'état d'urgence ou l'état de guerre dans l'ensemble ou une partie du territoire national dans la situation d'urgence décrite aux paragraphes 2 et 3 de l'article 25 de la Constitution, dans des circonstances d'urgence où le parlement est en récession. Il émet des ordonnances sur les opérations militaires. Le Grand Khoural d'État considère dans les sept jours le décret présidentiel déclarant l'état d'urgence ou l'état de guerre et l'approuve ou le désapprouve.

## Liste des chefs de l'État de Mongolie
Liste des chefs de l'État de Mongolie depuis son indépendance de la Chine le 29 décembre 1911 :
| N°           | Image            | Nom (naissance et décès) | Nom (naissance et décès)             | Début du mandat                 | Fin du mandat      | Parti politique                        | Fonction                                                   |
| ------------ | ---------------- | ------------------------ | ------------------------------------ | ------------------------------- | ------------------ | -------------------------------------- | ---------------------------------------------------------- |
| (-)          |                  |                          | Navaandorjiyn Jadambaa (1900-1939)   | 28 novembre 1924                | 29 novembre 1924   | Parti révolutionnaire du peuple mongol | Président du Parlement                                     |
| 1            |                  |                          | Peljidiyn Genden (1892-1937)         | 29 novembre 1924                | 15 novembre 1927   | Parti révolutionnaire du peuple mongol | Président du Præsidium du Parlement (Grand Khoural d'État) |
| 2            |                  |                          | Jamtsangiyn Damdinsüren (1898-1938)  | 16 novembre 1927                | 23 janvier 1929    | Parti révolutionnaire du peuple mongol | Président du Præsidium du Parlement (Grand Khoural d'État) |
| 3            |                  |                          | Horloogiyn Choybalsan (1895-1952)    | 24 janvier 1929                 | 27 avril 1930      | Parti révolutionnaire du peuple mongol | Président du Præsidium du Parlement (Grand Khoural d'État) |
| 4            |                  |                          | Losolyn Laagan (1887-1940)           | 27 avril 1930                   | 2 juillet 1932     | Parti révolutionnaire du peuple mongol | Président du Præsidium du Parlement (Grand Khoural d'État) |
| 5            |                  |                          | Agdanbuugiyn Amar (1886-1941)        | 2 juillet 1932                  | 22 mars 1936       | Parti révolutionnaire du peuple mongol | Président du Præsidium du Parlement (Grand Khoural d'État) |
| 6            |                  |                          | Damsranbelegiyn Doksom (1884-1941)   | 22 mars 1936                    | 9 juillet 1939     | Parti révolutionnaire du peuple mongol | Président du Præsidium du Parlement (Grand Khoural d'État) |
| Poste vacant |                  |                          |                                      |                                 |                    |                                        | Président du Præsidium du Parlement (Grand Khoural d'État) |
| 7            |                  |                          | Gonchigiyn Bumatsende (1881-1953)    | 6 juillet 1940                  | 23 septembre 1953† | Parti révolutionnaire du peuple mongol | Président du Præsidium du Parlement (Grand Khoural d'État) |
| (-)          |                  |                          | Sühbaataryn Yanjmaa (1893-1963)      | 23 septembre 1953               | 7 juillet 1954     | Parti révolutionnaire du peuple mongol | Président du Præsidium du Parlement (Grand Khoural d'État) |
| 8            |                  |                          | Jamsarangiyn Sambu (1895-1972)       | 7 juillet 1954                  | 20 mai 1972†       | Parti révolutionnaire du peuple mongol | Président du Præsidium du Parlement (Grand Khoural d'État) |
| (-)          |                  |                          | Tasagaanlamyn Dügersüren (1914-1986) | 20 mai 1972                     | 29 juin 1972       | Parti révolutionnaire du peuple mongol | Président du Præsidium du Parlement (Grand Khoural d'État) |
| (-)          |                  |                          | Sonomyn Luvsan (1912-1994)           | 29 juin 1972                    | 11 juin 1974       | Parti révolutionnaire du peuple mongol | Président du Præsidium du Parlement (Grand Khoural d'État) |
| 9            |                  |                          | Yumjagiyn Tsedenbal (1916-1991)      | 11 juin 1974                    | 23 août 1984       | Parti révolutionnaire du peuple mongol | Président du Præsidium du Parlement (Grand Khoural d'État) |
| (-)          |                  |                          | Nyamyn Jagvaral (1919-1987)          | 23 août 1984                    | 12 décembre 1984   | Parti révolutionnaire du peuple mongol | Président du Præsidium du Parlement (Grand Khoural d'État) |
| 10           |                  |                          | Jambyn Batmonkh (1926-1997)          | 12 décembre 1984                | 21 mars 1990       | Parti révolutionnaire du peuple mongol | Président du Præsidium du Parlement (Grand Khoural d'État) |
| 11           |                  |                          | Punsalmaagiyn Ochirbat (1942-2025)   | 21 mars 1990                    | 3 septembre 1992   | Parti révolutionnaire du peuple mongol | Président de la République populaire mongole               |
| 11           | 3 septembre 1992 | 20 juin 1997             | Punsalmaagiyn Ochirbat (1942-2025)   | Président de l'État de Mongolie |                    | Parti révolutionnaire du peuple mongol |                                                            |
| 12           |                  |                          | Natsagiyn Bagabandi (1950-)          | Président de l'État de Mongolie | 20 juin 1997       | Parti révolutionnaire du peuple mongol | 24 juin 2005                                               |
| 13           |                  |                          | Nambaryn Enkhbayar (1958-)           | Président de l'État de Mongolie | 24 juin 2005       | Parti révolutionnaire du peuple mongol | 18 juin 2009                                               |
| 14           |                  |                          | Tsakhiagiyn Elbegdorj (1963-)        | Président de l'État de Mongolie | 18 juin 2009       | 10 juillet 2013                        | Parti démocrate                                            |
| 14           | 10 juillet 2013  | 10 juillet 2017          | Tsakhiagiyn Elbegdorj (1963-)        | Président de l'État de Mongolie |                    |                                        | Parti démocrate                                            |
| 15           |                  |                          | Khaltmaagiyn Battulga (1963-)        | Président de l'État de Mongolie | 10 juillet 2017    | 25 juin 2021                           | Parti démocrate                                            |
| 16           |                  |                          | Ukhnaagiin Khürelsükh (1968-)        | Président de l'État de Mongolie | 25 juin 2021       | en fonction                            | Parti du peuple mongol                                     |